# Bruno Streckenbach
Bruno Heinrich Hugo Streckenbach (* 7. Februar 1902 in Hamburg; † 28. Oktober 1977 ebenda) war ein deutscher SS-Gruppenführer und Generalleutnant der Waffen-SS und Polizei.

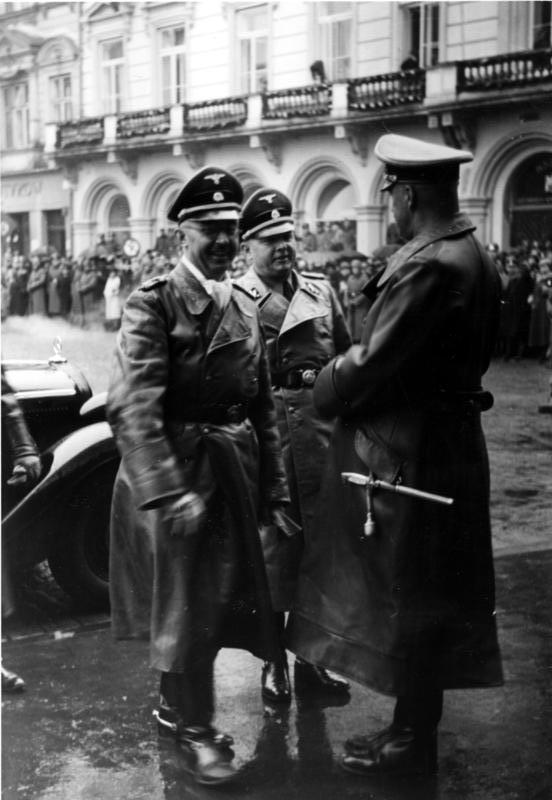
Streckenbach in der Mitte neben Heinrich Himmler (1939)

## Herkunft und Beruf
Bruno Streckenbach wurde am 7. Februar 1902 als Sohn des Zollbeamten Hans Streckenbach und seiner Frau Minna, geb. Spenner, in Hamburg geboren. Nach einem dreijährigen Besuch der Volksschule ab 1908 besuchte er das Realgymnasium des Hamburger Johanneums.
Von Mai bis Oktober 1918 nahm Streckenbach als Unterprimaner mit einem Jungmann-Etappen-Kommando in Frankreich am Ersten Weltkrieg teil. Nach einem kurzen weiteren Schulbesuch bis Februar 1919 trat er als Oberprimaner dem Freikorps Hermann bei. Nach Auflösung dieses Freikorps wechselte er zum bürgerlichen Freikorps Bahrenfeld. Dieses war gegründet worden, um politische Umsturzversuche der Linken zu vereiteln. Die Bahrenfelder verübten einen unrühmlichen Einsatz bei einer Demonstration vor dem Rathaus im Jahre 1919. Dabei wurden einige Menschen erschossen – auch Mitglieder der Bahrenfelder.
Ende 1919 aus der Reichswehr entlassen, nahm er eine kaufmännische Ausbildung in einer Hamburger Importfirma auf. Während dieser Zeit war er Angehöriger der Reserveabteilung (Zeitfreiwilligenabteilung) der Bahrenfelder und nahm mit dieser Einheit im März 1920 am Kapp- und am 1. Oktober 1923 am Buchrucker- bzw. Küstriner Putsch teil. Gleichzeitig war Streckenbach im Norddeutschen Heimatbund und später in dessen Nachfolgeorganisation Wehrwolf tätig. Letzteren Verband verließ er allerdings wegen politischer Differenzen alsbald wieder. Nach Abschluss seiner Lehre war Streckenbach zwei Jahre als Fremdsprachenkorrespondent in verschiedenen Firmen tätig. Er war Mitglied beim Ruder-Club Allemannia von 1866. Beim Deutschen Meisterschaftsrudern 1923 gewann er Silber im Zweier ohne Steuermann und wurde 1924 Deutscher Meister in der gleichen Bootsklasse.
1925 wurde Streckenbach Gaugeschäftsführer des ADAC in Hamburg, war Ende 1928 als Verkäufer bei den Stöver-Werken tätig und führte anschließend die Geschäfte der privaten Autovermietung „Selbstfahrer-Union“. Der allgemeine Stellenabbau infolge der Weltwirtschaftskrise kostete auch Streckenbach 1932 seinen Arbeitsplatz, so dass er als selbständiger Werbevertreter in der Automobilbranche sein Auskommen suchte. Im Frühjahr 1933 erlangte er eine Anstellung in der Werbeabteilung des Norddeutschen Rundfunks und leitete kurz darauf bereits die neu gebildete „Zeitfunkabteilung“.

## NS-Karriere
Am 1. Oktober 1930 trat Streckenbach in die NSDAP (Mitgliedsnummer 489.972) ein. Mitglied der SA wurde er im Dezember 1930 und der SS (SS-Nr. 14.713) am 1. September 1931. Ab Dezember 1932 führte er den Sturmbann I der 28. SS-Standarte und erhielt am 2. September 1933 den Dienstrang eines SS-Sturmbannführers. In dieser Funktion wurde er mit dem Gauleiter Karl Kaufmann gut bekannt.

### Leiter der Hamburger Gestapo
Dem Wunsch des Hamburger Gauleiters und Reichsstatthalters Karl Kaufmann entsprechend, übernahm Streckenbach am 20. Oktober 1933 als Nachfolger von Walter Abraham die Leitung der politischen Polizei Hamburgs, nachdem er einige Schulungswochen in der Polizeidirektion München absolviert hatte und am 5. Oktober 1933 zum Regierungsrat ernannt worden war. Seine Ernennung zum SS-Obersturmbannführer erfolgte bereits am 9. November 1933.
Am 1. Februar 1938 ernannte Heinrich Himmler Streckenbach zum Inspekteur der Sicherheitspolizei und des SD (IdS) im Wehrkreis X und gleichzeitig zum Regierungsdirektor. Nachfolger Streckenbachs als Leiter der Gestapo Hamburg, die seit Frühjahr 1938 als Staatspolizeileitstelle Hamburg fungierte, wurde SS-Sturmbannführer und Regierungsrat Günther Kuhl.
Am 20. April 1939 wurde Streckenbach zum SS-Brigadeführer befördert. Bis zum Beginn des Zweiten Weltkrieges verblieb er in Hamburg als IdS.

### Einsatzgruppenführer in Polen
Mit Beginn des Überfalls auf Polens wurde Streckenbach zum Führer der Einsatzgruppe 1 bestellt. Die der 14. Armee unter Generaloberst List zugeteilte Einsatzgruppe 1 umfasste vier Einsatzkommandos, die im August 1939 in Wien aufgestellt wurden. Am 6. September 1939 verließ die Einsatzgruppe 1 Wien und erreichte Krakau am folgenden Tag. Streckenbachs Einsatzgruppe 1 wurde am 20. November 1939 aufgelöst und der Stab dem Kommandeur der Sicherheitspolizei und des SD (KdS) Krakau zugewiesen.

### Befehlshaber der Sicherheitspolizei und des SD Krakau
Nach Beendigung des Polenkrieges war Streckenbach ab dem 1. November 1939 als Befehlshaber der Sicherheitspolizei und des SD (BdS) in Krakau für das gesamte nun Generalgouvernement genannte (Rest-)Polen zuständig. Ihm unterstellt waren die Kommandeure der Sicherheitspolizei und des SD (KdS) von
- Krakau,
- Lublin,
- Radom und
- Warschau.

In dieser Funktion wurde Streckenbach vom Generalgouverneur Hans Frank mit der Durchführung der sogenannten „AB-Aktion“ bevollmächtigt, in deren Verlauf etwa 3.500 Männer und einige Hundert Frauen des polnischen Widerstandes summarisch in einem standrechtlichen Verfahren abgeurteilt und hingerichtet wurden. Zum Hintergrund dieser Aktion führte Frank aus, dass mit dem Beginn des Frankreichfeldzuges am 10. Mai 1940 sich das Interesse der Weltöffentlichkeit auf den neuen Kriegsschauplatz richte und damit der Augenblick für eine Liquidierung der polnischen Führungsschicht günstig sei. Streckenbach berichtete Ende Mai 1940, dass die „standrechtliche Aburteilung“ so gut wie abgeschlossen sei. Weitere 1.500 vom SD erfasste Personen wurden ebenfalls im Rahmen der AB-Aktion liquidiert. Ein Kreis von etwa 3.000 sogenannten „Berufsverbrechern“, die „unnötigerweise die Gefängnisse“ füllen und die „auf Grund ihrer geistigen und moralischen Qualitäten für die anderen Menschen nur eine Belastung bedeuteten“, wurden ohne weitere Formalitäten liquidiert (Diensttagebuch Frank).
Als BdS in Krakau war Streckenbach auch an der „Entpolonisierung und Entjudung der deutschen Ostprovinzen“ beteiligt. Im Rahmen dieses Umsiedlungsprogramms wurden bis zum 17. Dezember 1939 etwa 88.000 Menschen aus den ehemaligen westpolnischen Provinzen in das Generalgouvernement deportiert.

### Amtschef im Reichssicherheitshauptamt
Im Juni 1940 erfolgte seine Bestellung zum Chef des Amtes I (Organisation, Verwaltung und Recht) des Reichssicherheitshauptamtes (RSHA) als Nachfolger von Werner Best, der nach Auseinandersetzungen mit Reinhard Heydrich das RSHA im Mai 1940 verlassen hatte. Streckenbach wurde zunächst mit Schreiben vom 12. Juni 1940 als Vertreter des bis auf weiteres beurlaubten Best als Chef des Amtes I ernannt, blieb aber weiterhin in seiner Funktion als BdS in Krakau. Nach einem halben Jahr des Hin- und Herpendelns zwischen Krakau und Berlin, löste SS-Standartenführer Karl Eberhard Schöngarth Streckenbach als BdS am 30. Januar 1941 ab, so dass dieser die Amtsgeschäfte in Berlin voll übernehmen konnte. Am 1. Januar 1941 war Streckenbach bereits zum SS-Brigadeführer und Generalmajor der Polizei befördert worden. Nach der Umstrukturierung des RSHA gemäß Geschäftsverteilungsplan vom März 1941 war das Amt I nunmehr ausschließlich für Personalangelegenheiten zuständig. Streckenbach nahm als Amtschef persönlich die Aufgaben der Amtsgruppe I D (Strafsachen) wahr. Am 9. November 1941 wurde er zum SS-Gruppenführer und Generalleutnant der Polizei befördert.
Als Chef des Amtes I des RSHA war Streckenbach wesentlich für die Zusammenstellung des Personals der Einsatzgruppen der Sicherheitspolizei und des SD zuständig, die für den geplanten Krieg gegen die UdSSR aufgestellt wurden. Eine freiwillige Meldung Streckenbachs, auch hier wieder eine Einsatzgruppe zu übernehmen, wurde von Heydrich nicht befürwortet. Streckenbach instruierte jedoch die Führer der Einsatzgruppen neben Müller und Heydrich über deren Aufgaben. Im Gegensatz zu den Aussagen der Angeklagten im Nürnberger Einsatzgruppenprozess gegen Otto Ohlendorf u. a. (Fall 9) 1947/48, war Streckenbach allerdings nicht der Überbringer eines allgemeinen Tötungsbefehls für sämtliche Juden in den besetzten Ostgebieten. Als sicher angenommen werden kann heute vielmehr, dass Himmler selbst auf einer Inspektionsreise im Juli/August 1941 die Erweiterung des Massenmordes auch auf Frauen und Kinder persönlich den Höheren SS- und Polizeiführern befohlen hat. Diese gaben den Befehl dann an die Führer der Einsatzgruppen weiter.
Am 11. Juli 1942 ernannte Himmler Streckenbach zu seinem Stellvertreter als Gerichtsherr des RSHA. Streckenbach hatte damit die oberste Entscheidungsbefugnis in allen Disziplinar- und Strafsachen für RSHA-Angehörige.

### Divisionskommandeur in der Waffen-SS
Auf eigenen Wunsch (Schreiben vom 14. Dezember 1942 an Himmler) wurde Streckenbach im Dezember 1942/Januar 1943 zur Waffen-SS versetzt, obwohl er schon als Höherer SS- und Polizeiführer im Oberabschnitt Alpenland in Salzburg vorgesehen war. Grund dürfte wohl seine Niederlage gegen seinen Mitbewerber SS-Gruppenführer und Generalleutnant der Polizei Ernst Kaltenbrunner für die Nachfolge des getöteten RSHA-Chefs Reinhard Heydrich gewesen sein. Während Kaltenbrunner zum 30. Januar 1943 die Nachfolge Heydrichs antrat, wurde Streckenbach von Erwin Schulz abgelöst, der bis dahin Chef der Amtsgruppe I B (Erziehung, Ausbildung und Schulung) gewesen war.
Ab 15. Januar 1943 wurde Streckenbach bei einer Panzerjäger-Ersatz-Abteilung im holländischen Hilversum als SS-Untersturmführer der Reserve (militärischer Rang) ausgebildet. Auch in seiner militärischen Laufbahn gelang Streckenbach eine Blitzkarriere. Am 11. März 1943 zum SS-Sturmbannführer d. Res. befördert, wurde er am 15. März 1943 mit der Führung der Panzerjäger-Abteilung der 8. SS-Kavallerie-Division „Florian Geyer“ beauftragt. Nach Teilnahme an einem Lehrgang der Panzertruppenschule in Wünsdorf wurde er am 10. Januar 1944 zum Kommandeur dieser Division bestellt. Am 30. Januar 1944 wurde er zum SS-Oberführer befördert und übernahm daraufhin ab 1. April 1944 die Führung der 19. Waffen-Grenadier-Division der SS „Latvia“ (lettische Nr. 2) in der UdSSR. Die Beförderung zum SS-Brigadeführer und Generalmajor der Waffen-SS erfolgte am 1. Juli 1944 und die zum SS-Gruppenführer und Generalleutnant der Waffen-SS im November 1944.
Am 10. Mai 1945 wurde er von der Roten Armee in Kurland in Gefangenschaft genommen.

## Nach dem Krieg
Ein Militärtribunal in Moskau verurteilte Streckenbach am 18. Februar 1952 zu 2-mal 25 Jahren Besserungs- und Arbeitslager unter anderem wegen der Beteiligung an Raub, Vergewaltigung und Ausrottung der polnischen Bevölkerung und auch an der Verhaftung und Deportation von 183 Professoren bei der Sonderaktion Krakau. Anschließend kam er in das Gefängnis Wladimir, aus dem er im Rahmen der letzten Gefangenenfreilassung am 10. Oktober 1955 in die Bundesrepublik Deutschland ohne besondere Auflagen als „Amnestierter“ entlassen wurde. 
Danach lebte Streckenbach wieder in Hamburg und war als kaufmännischer Angestellter und Prokurist im Ottensener Eisenwerk tätig. Am 30. Juni 1969 ging er in Rente. Ein erstes deutsches Ermittlungsverfahren wurde im September 1956 von der Hamburger Staatsanwaltschaft mit der Begründung eingestellt, „daß auch die weiteren Ermittlungen nicht den Nachweis erbracht haben, der Beschuldigte habe unter der Herrschaft des Nationalsozialismus strafbare Handlungen begangen, deren Verfolgung noch nicht verjährt wären“.
Ein erneutes Ermittlungsverfahren mündete in einer Anklageschrift vom 30. Juni 1973, in der Streckenbach wegen Mordes an mindestens einer Million Menschen beschuldigt wurde. Aufgrund eines letztinstanzlichen Gutachtens des Gerichtsärztlichen Dienstes der Hamburger Gesundheitsbehörde lehnte das Hanseatische Oberlandesgericht am 20. September 1974 die Eröffnung des Hauptverfahrens ab.

## Auszeichnungen
- Ritterkreuz des Eisernen Kreuzes mit Eichenlaub[2]
  - Ritterkreuz am 27. August 1944
  - Eichenlaub am 16. Januar 1945 (701. Verleihung)
- Deutsches Kreuz in Gold am 15. Dezember 1943[2]
- Eisernes Kreuz (1939) II. und I. Klasse am 10. Oktober 1940 bzw. 1. Juli 1943
- Kriegsverdienstkreuz (1939) mit Schwertern II. und I. Klasse
- Nahkampfspange in Bronze
- Allgemeines Sturmabzeichen
- Ehrendegen des Reichsführers SS
- Totenkopfring der SS
- Goldenes Parteiabzeichen der NSDAP am 30. Januar 1939

## Beförderungen Sipo
- SS-Sturmführer, 24. Dezember 1932
- SS-Hauptsturmführer, 12. Juni 1933
- SS-Sturmbannführer, 2. September 1933
- SS-Obersturmbannführer, 9. November 1933
- SS-Standartenführer, 20. April 1934
- SS-Oberführer, 13. September 1936
- SS-Brigadeführer, 20. April 1939
- SS-Brigadeführer und Generalmajor der Polizei, 1. Januar 1941
- SS-Gruppenführer und Generalleutnant der Polizei, 9. November 1941

## Beförderungen Reserveführer der Waffen-SS
- SS-Untersturmführer, 18. Januar 1943
- SS-Obersturmführer, 1. März 1943
- SS-Hauptsturmführer, 10. März 1943
- SS-Sturmbannführer, 11. März 1943
- SS-Obersturmbannführer, 1. Juli 1943
- SS-Standartenführer, 28. August 1943
- SS-Oberführer, 30. Januar 1944
- SS-Brigadeführer und Generalmajor der Waffen-SS, 1. Juli 1944
- SS-Gruppenführer und Generalleutnant der Waffen-SS, 9. November 1944